# Tournas/Dantis Live
Tournas/Dantis Live är ett liveinspelat musikalbum med Christos Dantis och Kostas Tournas. Albumet är på två skivor och släpptes år 1998.

## Låtlista

### CD 1
1. Krifo Sholeio
2. Akapela
3. Mias Nihtas Erotas
4. Stamatiste Na Katevo
5. Tou Erota
6. Den Xanaperno
7. Vasilikos
8. Karagouna
9. Paei Keros De Leei
10. Aper Anta Xorafia
11. Anoigei O Ouran Os
12. I Fleva
13. Pali S'ekeini
14. Len'
15. Kiries Ke Kirioi
16. Kathreftis
17. Psaxe Me
18. Ta Zeibekika Sou Matia

### CD 2
1. Kapoios S'agapaei
2. Tha Spaso Koupes
3. Fovame Ta Tragoudia
4. Gouili
5. Aman
6. Rap (The Message /Run On / Another One Bites The Dust / Master Blaster)
7. Anapse Fotia
8. Kato Apo Tin Akropoli
9. O Ahilleas
10. Monoi Mas Genniomaste De Metaniono
11. Min Tis To Peis
12. I Mixani Tou Xronou
13. Stigmes
14. Opou Fisaei O Anemos
15. Autobianchi
16. Why Did You Do It
17. Freedom
18. Living Just Enough
19. Superstition
20. Anthrope Agapa
21. Ilie Mou
22. Paei E Agapi Mou
23. Krifo Sholeio